# Birkenheide (Saalfeld)
Birkenheide ist eine Ortslage im Ortsteil Saalfelder Höhe der Stadt Saalfeld/Saale im Landkreis Saalfeld-Rudolstadt in Thüringen.

## Geografie
Auf einem Hochplateau des Thüringer Schiefergebirges liegen Ortsteile der Stadt Saalfeld/Saale: der südöstlich befindlichen Weiler Birkenheide, der nördliche Weiler Braunsdorf sowie der zentrale Ort Dittrichshütte. Die oben auf der Höhe befindlichen Ortsteile sind an die Kreisstraße 177 angeschlossen, die in Saalfeld auf die Bundesstraßen 281 und 85 mündet. Die Hochfläche ist mit landwirtschaftlichen Nutzflächen erschlossen und um die Gemarkung schließt sich der Wald an.

## Geschichte
Birkenheide wurde erstmals 1330–1340 erwähnt. 71 Einwohner besiedeln den Weiler. Die Land- und Forstwirtschaft beging auch den ostdeutschen Weg nach dem Zweiten Weltkrieg und bis heute.